# Rhinognatha albofasciatus
Rhinognatha albofasciatus là một loài bướm đêm trong họ Noctuidae.